# サルゲントカズラ
サルゲントカズラ (学名: Sargentodoxa cuneata) はアケビ科の蔓植物の一種。中国原産の薬用植物である。

## 特徴
落葉性の蔓性の低木。木本性で、茎は太さ10cmに、茎の長さ20-30mに達する例が希にある。茎は表面が褐色になり、縦筋模様が入り、毛はない。短枝は濃い赤に染まり、また若葉も赤みを帯びる。葉は互生し、3出複葉で長い葉柄があり、小葉は菱形状の卵形、長さ7-12cmになり、縁は滑らか、先端はやや尖り、基部はくさび形になっている。また側方の小葉が中央のものより大きくなる。頂小葉には基部に長さ1cmほどの短い柄があるが、側小葉にはない。なお、希に単葉が出るが、株全体が単葉である例はほとんどない。
雌雄同株、希に雌雄異株で、花期は3-5月。葉腋から単性の花を多数着けた総状花序をつけ、花序は垂れ下がる。花色は黄色。種子は卵形。
総状花序の長さは6-12cm程になる。萼片は楕円形で長さ8mmで幅3mm、花弁はほぼ円形で長さ1mmほど。雄花には雄しべが6本ある。雌花では雌しべは多数あり、柱頭は長く伸びる。また仮雄しべがある。集合果を構成する液果は球形に熟し、長さ1cmの柄がある。内部の種子は1個のみ。
中国では大血藤、あるいは紅藤といい、これは若葉や短枝が赤く染まるからである。各分類階級の和名は学名カナ読みのサルゲントドクサが用いられている例もある。

## 分布と生育環境
中国を中心に広く分布する。中国南部(安徽省、福建省、広東省、広西チワン族自治区、貴州省、海南省、河南省、湖北省、湖南省、江蘇省、江西省、陝西省南部、四川省、雲南省南東部、浙江省)のほかラオス、ベトナム北部まで分布している。
なお、本種と思われる種子の化石が北アメリカ東南部の漸新世（3800万-2400万年前）から発見されている。それら地域の標高300-2700mの、雑木林の林縁や、斜面の疎林、道路沿いの低木林の中で見られる。

## 分類
APG体系ではアケビ科に分類される。Angiosperm Phylogeny Websiteによれば、本種はサルゲントカズラ亜科(Sargentodoxoideae Thorne & Reveal)及びサルゲントカズラ属(Sargentodoxa Rehder & E.H.Wilson)の唯一の種であり、アケビ科の残りの種が属すアケビ亜科(Lardizabaloideae)の典型的な植物と幾つか異なる固有派生形質を持つが、科を分けるほどではないとされる。
以下のような点ではアケビ亜科の植物と共通である。
- 蔓性の木本であること。(デカイスネア属除く)
- 葉が互生で掌状複葉であること。(デカイスネア属除く)
- 花序は総状で雌雄異花。
- 花は放射相称、三数性をもち、雄しべ6本、心皮は3から複数、離性する。

旧来の分類では、近縁ではあるが、アケビ科から独立したサルゲントカズラ科(Sargentodoxaceae Hutchinson)とするものもある。『朝日百科 植物の世界 8』によると。雄花についてはホルボエリア属(Holboellia)に似ていることを特に記してある。ただし他のアケビ科のものでは雌しべは3個か、あるいは6-12個までの心皮からなり、それらが平たい花床の上に並ぶこと、また個々の心皮には胚珠が多数含まれるのに対し、本種では雌しべは多数心皮からなり、それらが突き出た花床に螺旋状に配置し、また個々の心皮には胚珠が1個しか含まれない。それらの点から、本種は進化の筋道が異なっていると考えられ、本種のみで独立の科を立てるのが認められるとしている。

## 利用
茎が縄や容器を編むために使われる。

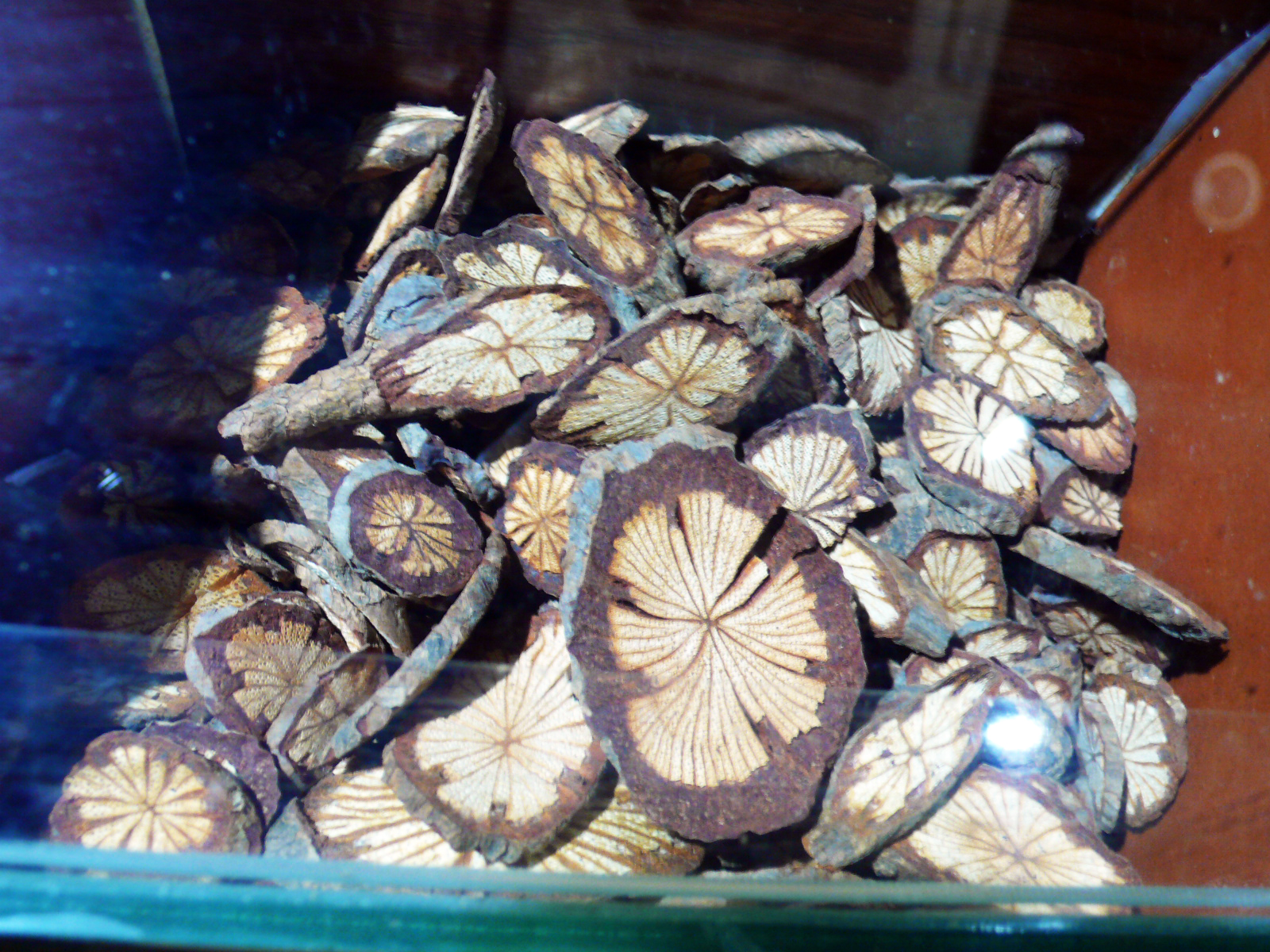
薬用とされる茎の乾燥品

茎を漢方では大血藤といい、薬用とする。8-9月に茎を採集し、日干しにした後に葉を取り除き、30cmほどに切って用いる。10-16gを煎じて服用し、清熱解毒、去風、駆虫薬として急性・慢性の虫垂炎、リウマチ、月経不順、打撲傷、回虫性の腹痛、小児の疳積などに用いられ、また臨床では慢性虫垂炎による虫垂膿腫、閉経による腰痛、胆道回虫症、リウマチ性関節炎、鉤虫症、胃腸炎による腹痛に有効との報告がある。成分としては約8%のタンニンが含まれ、アントラキノン類のエモジン、フィスシオンやダウコステロール、β-シトステロールが含まれている。また黄色ブドウ球菌、連鎖状球菌、その他球菌類、大腸桿菌、緑濃桿菌などに対して強い抗菌作用が見られ、特に白色ブドウ球菌には強い抗菌作用が知られる。